# Death Wish 3
Death Wish 3 är en actionfilm från 1985. Det var den sista Death Wish-filmen som regisserades av Michael Winner.

## Rollista i urval
- Charles Bronson – Dr. Paul Kersey
- Deborah Raffin – Kathryn Davis
- Ed Lauter – Police Chief Richard Shriker
- Martin Balsam – Bennett Cross
- Francis Drake – Charley
- Joe Gonzalez – Rodriguez
- Marina Sirtis – Maria Rodriguez